# 埃尔维拉·塞罗琴斯卡
埃尔维拉·塞罗琴斯卡（波蘭語：Elwira Seroczyńska，1931年5月1日—2004年12月24日），旧姓波塔波维奇（Potapowicz），波兰女子速度滑冰运动员。她曾代表波兰参加1960年和1964年冬季奥林匹克运动会速度滑冰比赛，获得一枚银牌。